# Giorgio Zini
Giorgio Zini (* 11. August 1967 in Livigno) ist ein ehemaliger italienischer Freestyle-Skier. Er startete in der Buckelpisten-Disziplin Moguls.
Zini, der für den Freestyle Club Livigno startete, nahm von 1991 bis 1993 an sechs Weltcups teil. Dabei erreichte er im Februar 1992 in Oberjoch mit dem 45. Platz seine beste Platzierung. Zudem belegte er bei den Olympischen Winterspielen 1992 in Albertville den 43. Platz. Er nahm an keiner Freestyle-Skiing-Weltmeisterschaft teil.